# Olaf Arlinghaus
 Olaf Arlinghaus (* 24. Februar 1967 in Münster) ist ein deutscher Wirtschaftswissenschaftler und seit 2003 Professor für ABWL, insbesondere Internationales Management an der FH Münster. Parallel arbeitet er als Keynote-Speaker, Berater und Coach und betreut Unternehmen und Organisationen in verschiedenen Branchen. 

## Leben
Der Diplom-Kaufmann war nach betriebswirtschaftlichem Studium in Deutschland, Spanien und Venezuela zunächst als Management Consultant für die Daimler-Benz Interservices (debis) tätig. Anschließend war er verantwortlich für das Zielgruppen-Management der Raab Karcher Energyservices GmbH.
Im Herbst 1997 übernahm er als Vorstand den Geschäftsbereich Finance & Controlling und später zusätzlich den Geschäftsbereich Business Development & Organisation bei der börsennotierten Softwaregesellschaft Vectron Systems AG. Arlinghaus war dort verantwortlich für den Börsengang der Vectron Systems AG und für M&A-Deals.
Im Zeitraum von November 1997 bis November 2002 arbeitete er an seiner Doktorarbeit. Arlinghaus wurde an der Westfälischen Wilhelms-Universität (WWU) im Institut für Genossenschaftswesen in der Abteilung Lateinamerika promoviert.
Seit Sommersemester 2003 ist Arlinghaus Professor für Allgemeine Betriebswirtschaftslehre, insbesondere Internationales Management an der Fachhochschule Münster. Zusätzlich betreut er Unternehmen und Organisationen bei den Aufgabenschwerpunkten Change-Management, Motivation, Restrukturierung, Turnaround-Management und Wachstums-Management.
Arlinghaus ist außerdem Beirats- und Aufsichtsratsmitglied in verschiedenen Gremien und Technologieunternehmen. Er beschäftigt sich als Autor von Publikationen mit verschiedenen Managementthemen.
Forschungsschwerpunkte sind internationales Management, strategisches Management, Unternehmensführung, Motivation und Selbstmanagement, Change Management, Restrukturierung, Interkulturelles Management, Entrepreneurship, Riskmanagement, Turnaround-Management sowie Mergers und Acquisitions.
Arlinghaus ist Mitglied der Auswahlkommission des EBP – European Business Programm, ein internationales betriebswirtschaftliches Studium mit Doppelabschluss und Vertiefung von zwei Fremdsprachen. Zusätzlich ist er Koordinator der Deutsch-Venezolanischen Hochschulkooperation mit der Universidad Metropolitana Caracas in Venezuela.
In der Zentralen Evaluations- und Akkreditierungsagentur (ZevA) in Hannover ist Arlinghaus Gutachter für die Akkreditierung von Hochschulen. Außerdem ist er Mitglied der Auswahlkommission Deutsche Studierende und Deutsche Graduierte nach Übersee beim DAAD in Bonn. Beim Wissenschaftsrat der Bundesregierung und Regierungen der Länder in Köln übt er eine Sachverständigentätigkeit in Fragen der inhaltlichen und strukturellen Entwicklung der Hochschulen aus.
Arlinghaus ist zudem als Beiratsmitglied der Landesinitiative Move bei der Landesregierung Nordrhein-Westfalen Düsseldorf/Münster aktiv.

## Auszeichnungen
- „European Technology Fast 500 Winner-Price“ Deloitte Touche Tohmatsu (2001)
- 3. Platz „Professor des Jahres“ (2014), verliehen von Unicum unter der Schirmherrschaft des Bundesministeriums für Bildung und Forschung bzw. des Bundesministeriums für Wirtschaft und Energie
- „Forscher des Monats“ (2016)
- 1. Platz „Professor des Jahres“ (2015)[2]

## Veröffentlichungen
Monographien:
- International Subcontracting. Theoretische Grundlagen und empirische Beobachtungen am Beispiel Mexikos, WWU Münster 2002 (= Dissertation).
- Erfolg muss man wollen. Weisheiten für Macher und Manager, Coppenrath Verlag, Münster 2013, ISBN 978-3-649-61224-7.

Herausgeberbände:
- mit Ulrich Balz (Hrsg.): Going Public. Der erfolgreiche Börsengang, Oldenbourg Verlag, München/Wien 2001, ISBN 3-486-25695-5.
- (Hrsg.): Praxishandbuch Turnaround Management. Liquidität sichern, Kosten senken, Wachstum steigern, Insolvenz vermeiden, Gabler Verlag, Wiesbaden 2007, ISBN 978-3-8349-0258-0.
- mit Ulrich Balz (Hrsg.): Praxisbuch Mergers & Acquisitions. Von der strategischen Überlegung zur erfolgreichen Integration, 4. Aufl., mi Wirtschaftsbuch, Wien 2014, ISBN 3-478-37120-1.